# خور مبارک
خور مبارک یا خور کوه مبارک یک خور در دریای عمان در نزدیکی جاسک در استان هرمزگان است.